# Masala
Masala (devanagari: मसाला, masālā) er en betegnelse, som dækker over forskellige krydderiblandinger, der benyttes i det indiske køkken ved tilbredelsen af indiske karryer. Der er store regionale variationer, også fra husholdning til husholdning.
Almindelige ingredienser er paprika, koriander, mynte, hvidløg, ingefær og gurkemeje. I det nordlige Indien har masalaen ofte en lang holdbarhed og er i pulverform.
Garam masala er en særlig kendt blanding. 